# Sabou
Sabou è un dipartimento del Burkina Faso classificato come comune, situato nella Provincia di Boulkiemdé, facente parte della Regione del Centro-Ovest.
Il dipartimento si compone del capoluogo e di altri 13 villaggi: Bourou, Godé, Ipendo, Koupéla, Nabadogo, Nadiolo, Namaneguema, Nariou, Nibagdo, Ouézindougou, Sarana, Savili e Tanghin-Wobdo.